# (3072) Vilnius
(3072) Vilnius ist ein Asteroid des Hauptgürtels, der nach der litauischen Hauptstadt Vilnius benannt wurde. Er wurde am 5. September 1978 am Krim-Observatorium in Nautschnyj vom russischen Astronomen Nikolai Stepanowitsch Tschernych entdeckt.